# Cytidia
Genre
Cytidia est un genre de champignons de la famille des Corticiaceae.

## Liste d'espèces
Selon Catalogue of Life (29 octobre 2013) :
- Cytidia conspersa
- Cytidia cristallifera
- Cytidia pezizoides
- Cytidia salicina
- Cytidia sarcoides
- Cytidia stereoides
- Cytidia tremellosa

Selon Index Fungorum (29 octobre 2013) :
- Cytidia conspersa Rick 1959
- Cytidia cornea Lloyd 1917
- Cytidia cristallifera Boidin & Lanq. 1995
- Cytidia pezizoides (Pat.) Pat. 1900
- Cytidia salicina (Fr.) Burt 1924
- Cytidia sarcoides (Fr.) Herter 1910
- Cytidia stereoides W.B. Cooke 1951
- Cytidia tremellosa Lloyd 1912

Selon NCBI (29 octobre 2013) :
- Cytidia salicina